# Peugeot
Peugeot (wymowa: pøˈʒo) – francuski producent samochodów osobowych i dostawczych, a także rowerów, motocykli i skuterów z siedzibą w Sochaux działający od 1810 roku. Wchodzi w skład międzynarodowego koncernu Stellantis.

## Historia

Peugeot 6HP Vis-à-vis 1898.

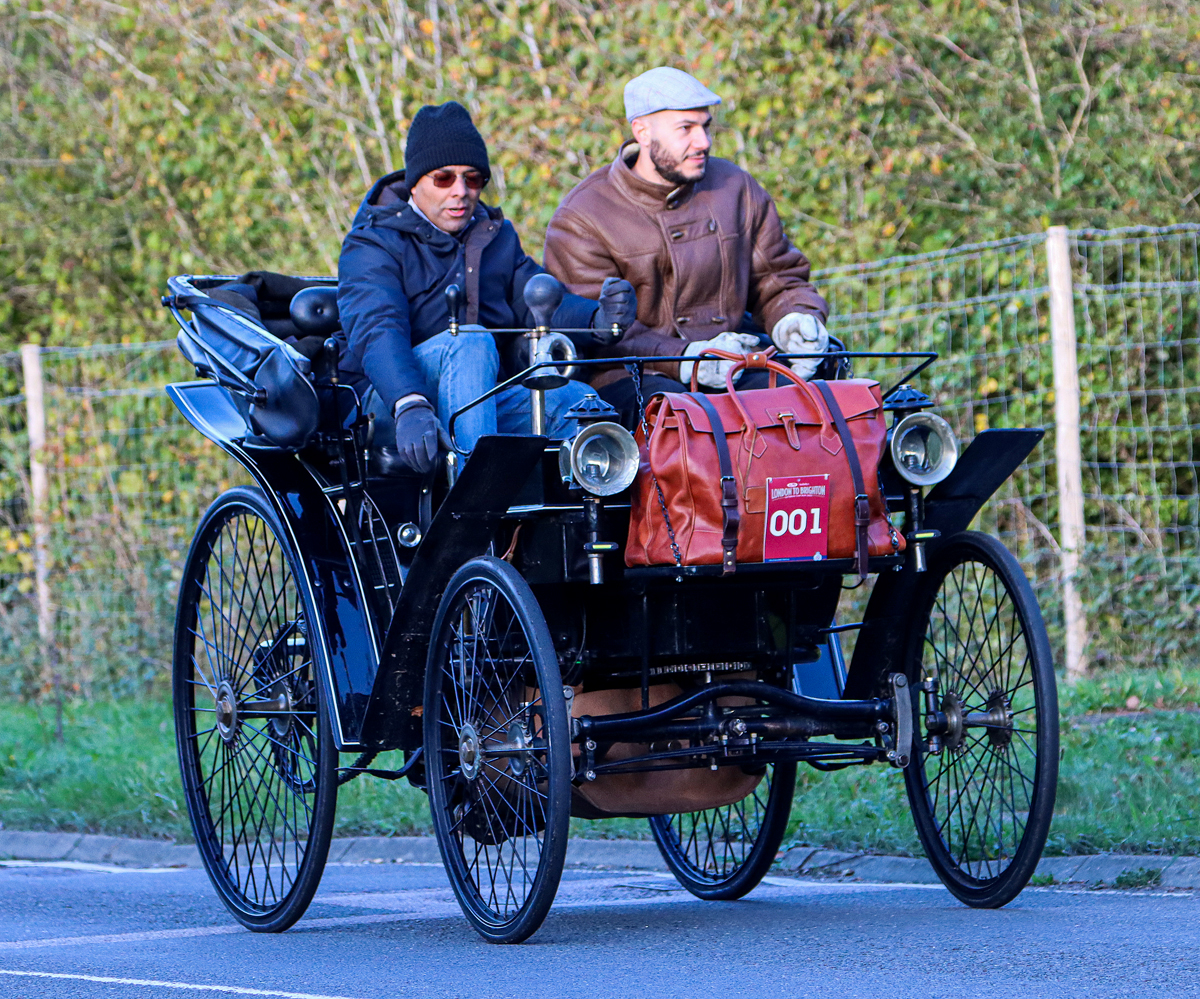
Peugeot 2.5 HP Type 3 Vis-à-vis 1892

W 1810 roku Jean Pierre Peugeot założył zakłady mechaniczne w Sochaux koło Miluzy. Pod koniec XIX wieku dwaj bracia stryjeczni Armand i Eugéne w nowej firmie „Les Fils de Peugeot Frères” („Synowie braci Peugeot”) uruchomili w 1886 roku produkcję rowerów. Wnuk Jeana Pierre’a inż. Armand Peugeot postanowił, że firma powinna zająć się produkcją automobili. Pierwszy pojazd, Serpollet-Peugeot, z silnikiem parowym pojawił się w 1889 roku, jednak dopiero samochód z silnikiem spalinowym Daimlera zaprezentowany w 1891 roku okazał się trafnym posunięciem. Pierwszy motocykl skonstruowano w 1903 r., a pierwszą ciężarówkę w 1912 roku. W tym samym roku otwarto działający do dziś jeden z największych zakładów Peugeot w Sochaux.

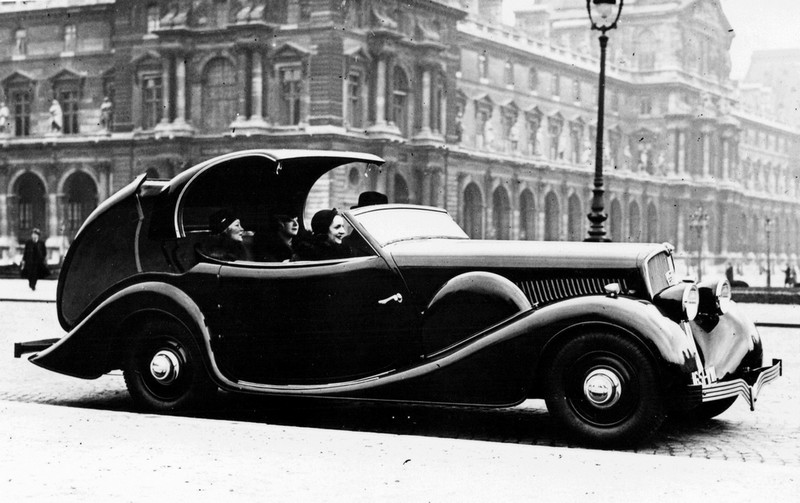
Peugeot 601, 1934

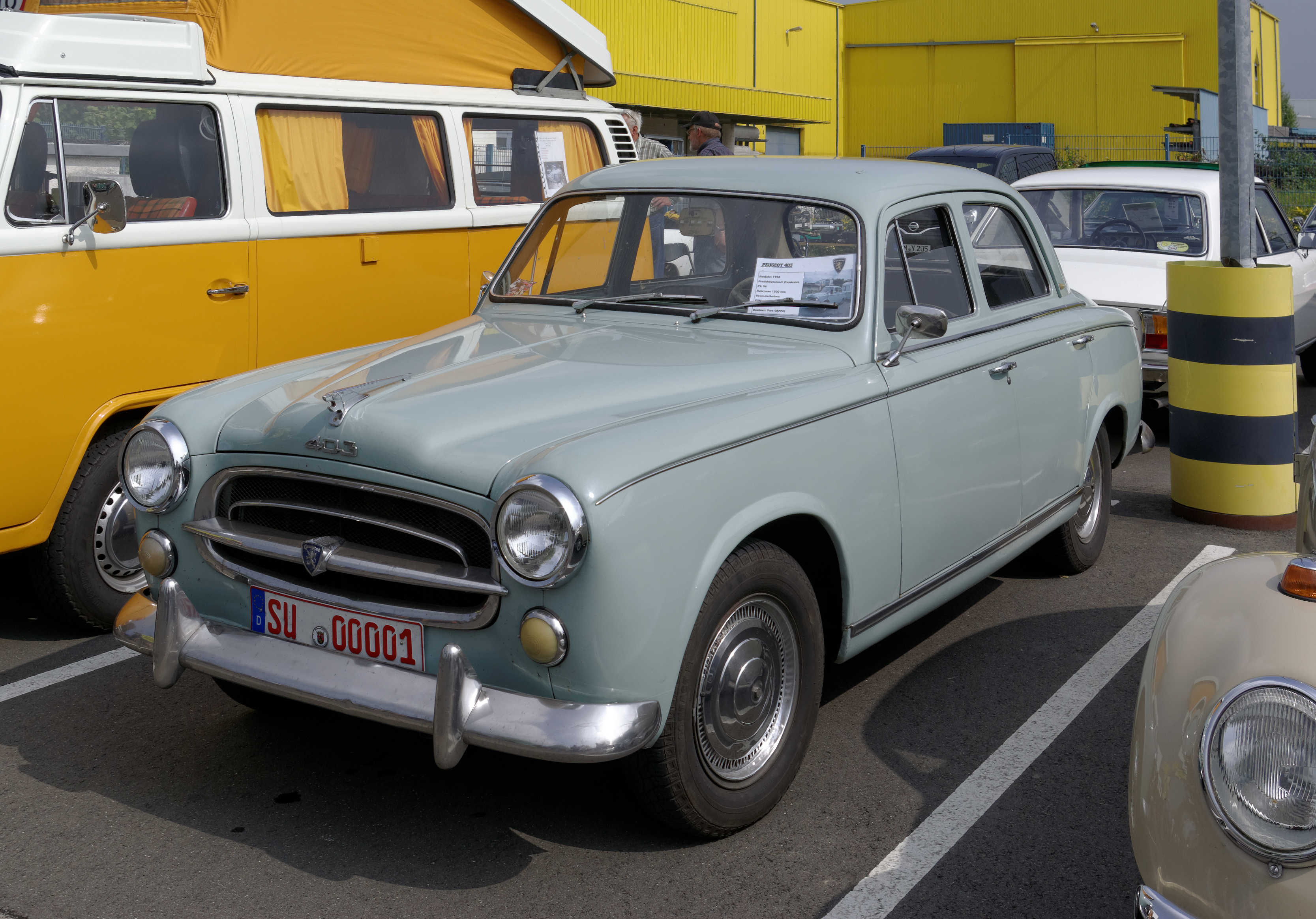
Peugeot 403, 1955

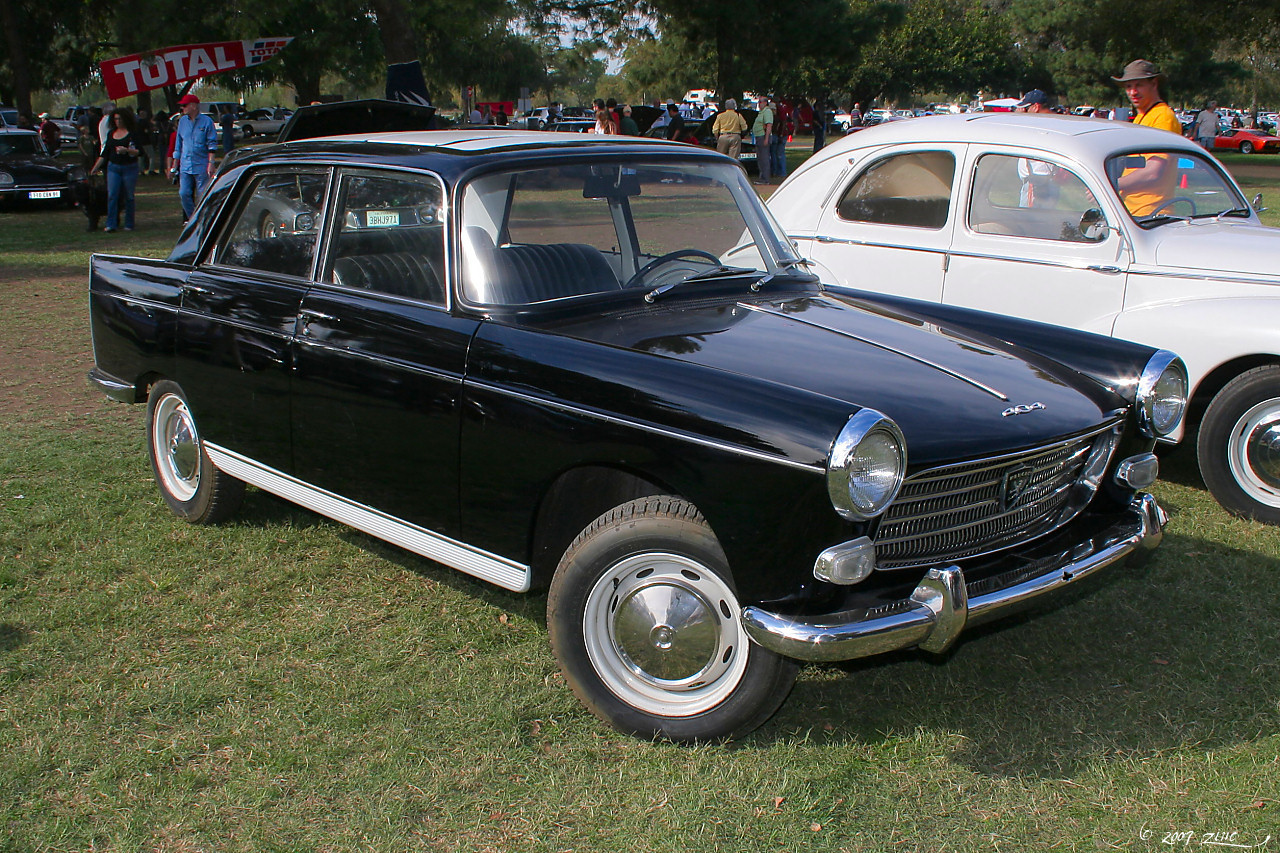
Peugeot 404, 1965

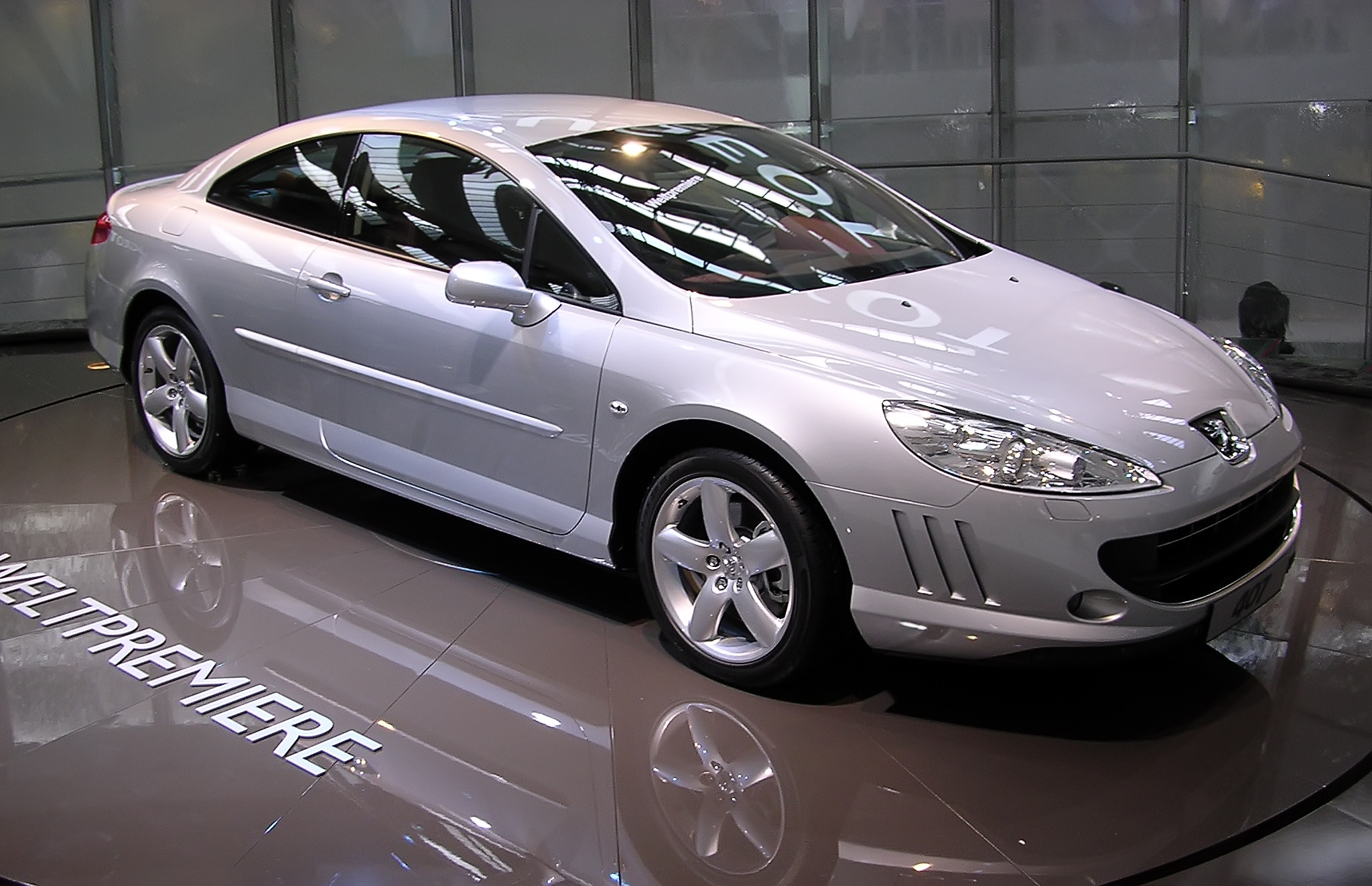
Peugeot 407 Coupé, 2006

W tamtych czasach najlepszą reklamą dla samochodów był sport. Peugeot i tej dziedziny nie zaniedbał, wygrywając wiele rajdów i wyścigów.
W 1929 roku powstaje model 201 otwierając serię oznaczeń trzycyfrowych z zerem w środku. Pierwsza cyfra oznacza wielkość (klasę), a ostatnia kolejną serię. W czasie II wojny światowej Niemcy po zdobyciu Francji zakład przejęli, oddając je w zarząd Ferdinanda Porsche, sytuacja skończyła się z końcem wojny. W roku 1948 ukazuje się pierwszy po II wojnie światowej nowo skonstruowany samochód Peugeot, model 203 produkowany do 1960 r. W tym okresie (1968 rok) FSO produkujące Warszawę 201/203/204, po rozpoczęciu eksportu musiało zmienić oznaczenie na 223/224, gdyż Peugeot zagroził sprawą sądową. W 1959 r. po raz pierwszy Peugeot zastosował w modelu Peugeot 403 silniki Diesla, tak dziś popularne we Francji. W tym samym roku zastosowano po raz pierwszy wentylator chłodnicy, przystosowując samochody na nadchodzące korki miejskie.
W 1961 roku zaprezentowano Peugeota 404, który oprócz ładnej, szlachetnej linii nadwozia odznaczał się wysoką jakością i trwałością. Dzięki tym zaletom sprzedano go w liczbie ponad dwóch milionów sztuk. W latach 60. XX w. marka Peugeot uchodziła za luksusową. Samochody Peugeot nazywano francuskimi Mercedesami. Wprowadzenie do produkcji w latach 70. XX w. i 80. XX w. mniejszych modeli, zwłaszcza Peugeota 104, zmieniło wizerunek marki na producenta samochodów popularnych. W 1976 r. Peugeot nabył 90% akcji Citroëna i tak powstał koncern PSA. Trzy lata później następuje przejęcie europejskiej części Chryslera, produkującej auta pod marką Talbot. W połowie lat 80 XX w. zapada decyzja o zaprzestaniu produkcji Talbotów wraz z zakończeniem się ich okresu planowanej produkcji, a nowo skonstruowany następca Talbota Horizon, który miał nosić nazwę Arizona, pojawia się w 1986 roku jako Peugeot 309.
W 1969 r. Peugeot 504, w 1988 Peugeot 405, a w 2002 roku 307 zdobyły zaszczytne tytuły samochodu roku. W czerwcu 2008 roku wyprodukowano 50-milionowy samochód marki Peugeot.
Obecnie przedsiębiorstwo posiada 24 zakłady produkcyjne na całym świecie.
Peugeot produkuje nadal (oprócz samochodów) rowery, motorowery oraz elektronarzędzia profesjonalne i amatorskie.
Największe limuzyny marki Peugeot (jak Peugeot 607) używane były w wersjach specjalnych przez Prezydenta Francji, a także przez wielu szefów przedsiębiorstw francuskich.

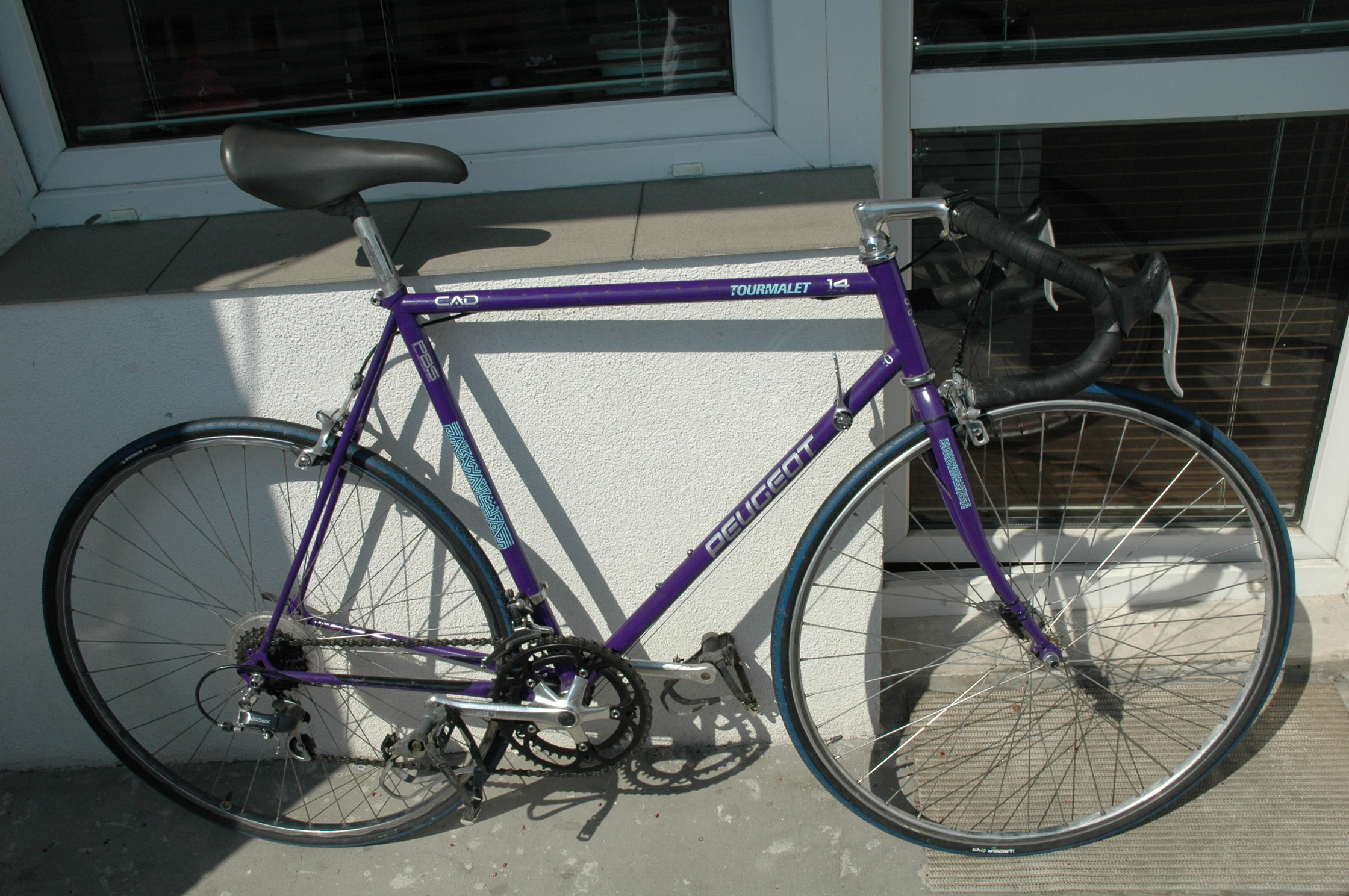
Rower szosowy firmy Peugeot
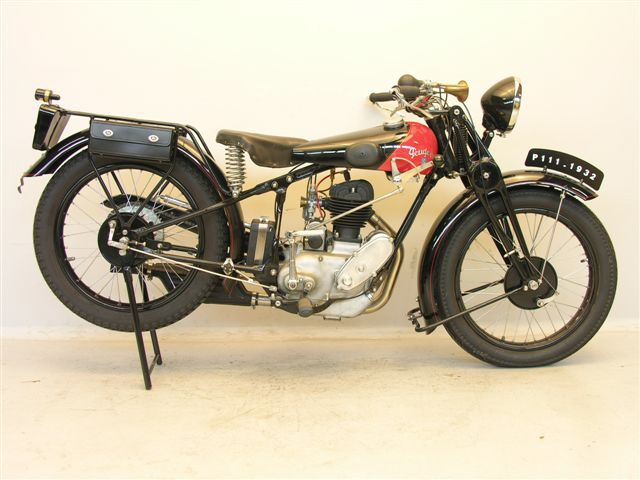
Motocykl Peugeot P 111 z 1931 roku
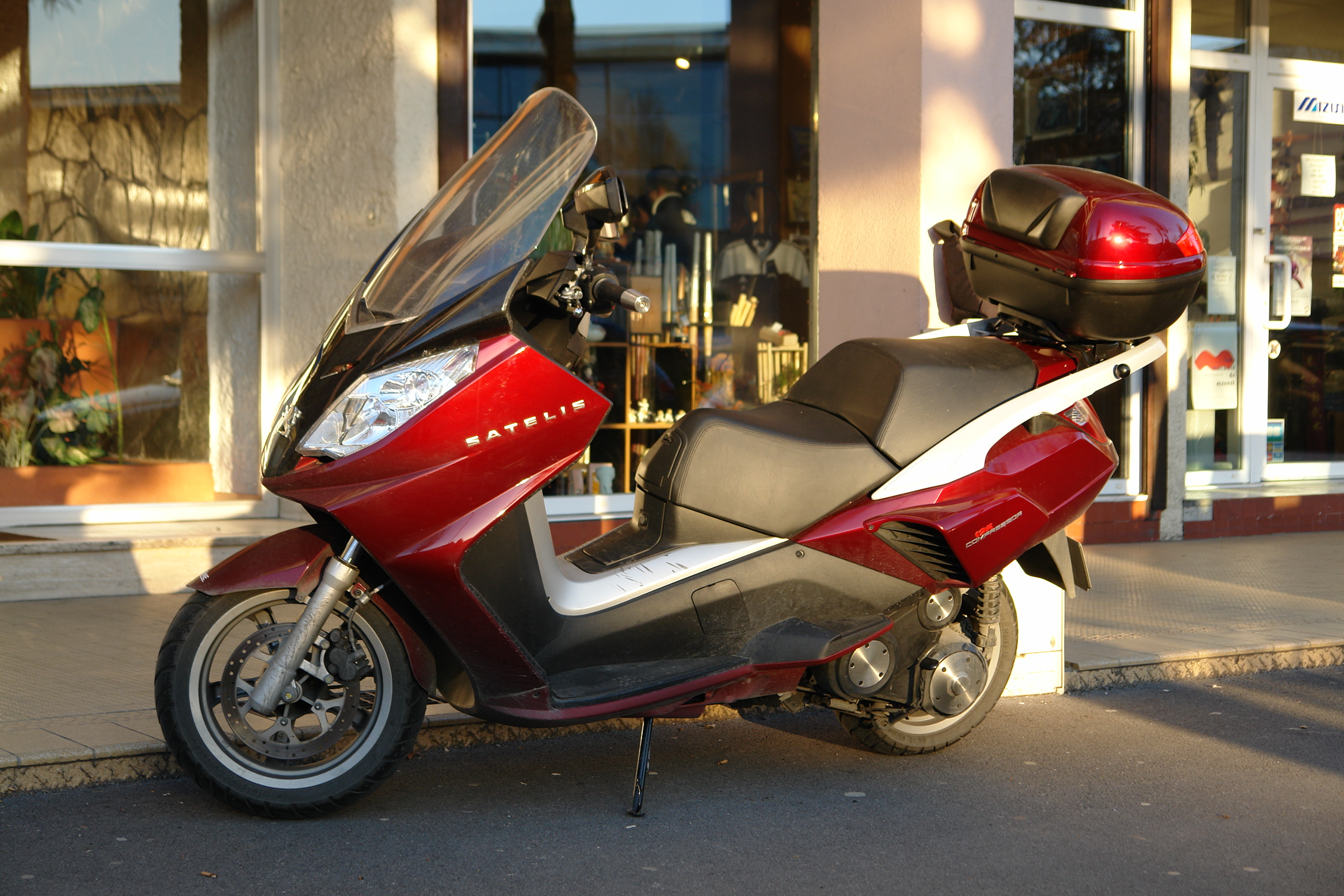
Skuter Peugeot Satelis 125 Compressor

## Logo
Historia lwa z logo marki Peugeot sięga 1858 roku, kiedy zostało ono wprowadzone do urzędu patentowego. Lew miał podkreślić charakter wyrobów rodziny Peugeot, np. ostre zęby lwa uwydatniały najważniejsze cechy produkowanych ówcześnie przez firmę pił do cięcia. Firma zajmowała się również produkcją kawy. Obecnie logo jest opisywane przez firmę jako symbol siły, równowagi i elastyczności.

## Nagrody

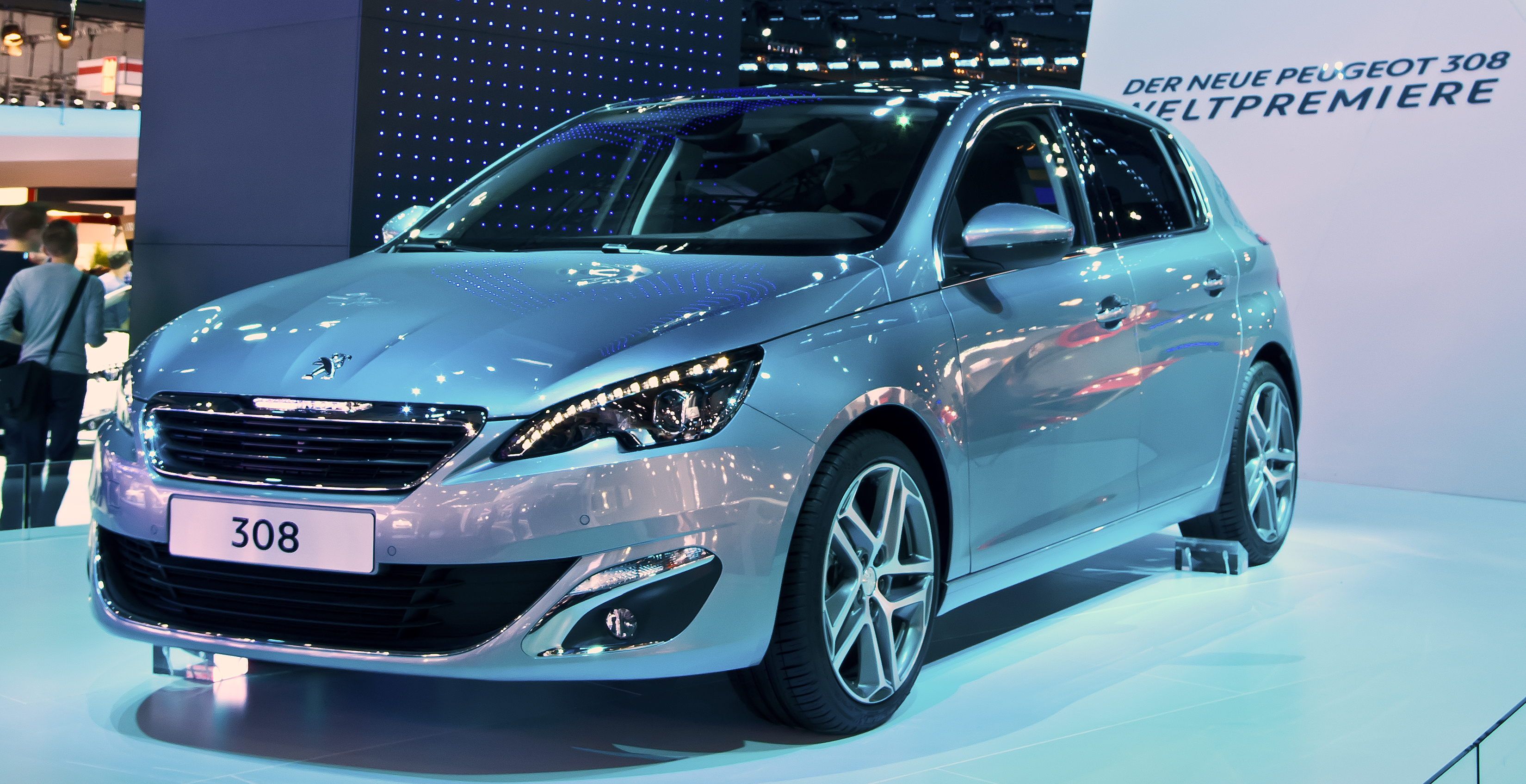
Peugeot 308, Samochód Roku w Europie, Samochód Roku w Szwajcarii, we Włoszech i w Hiszpanii

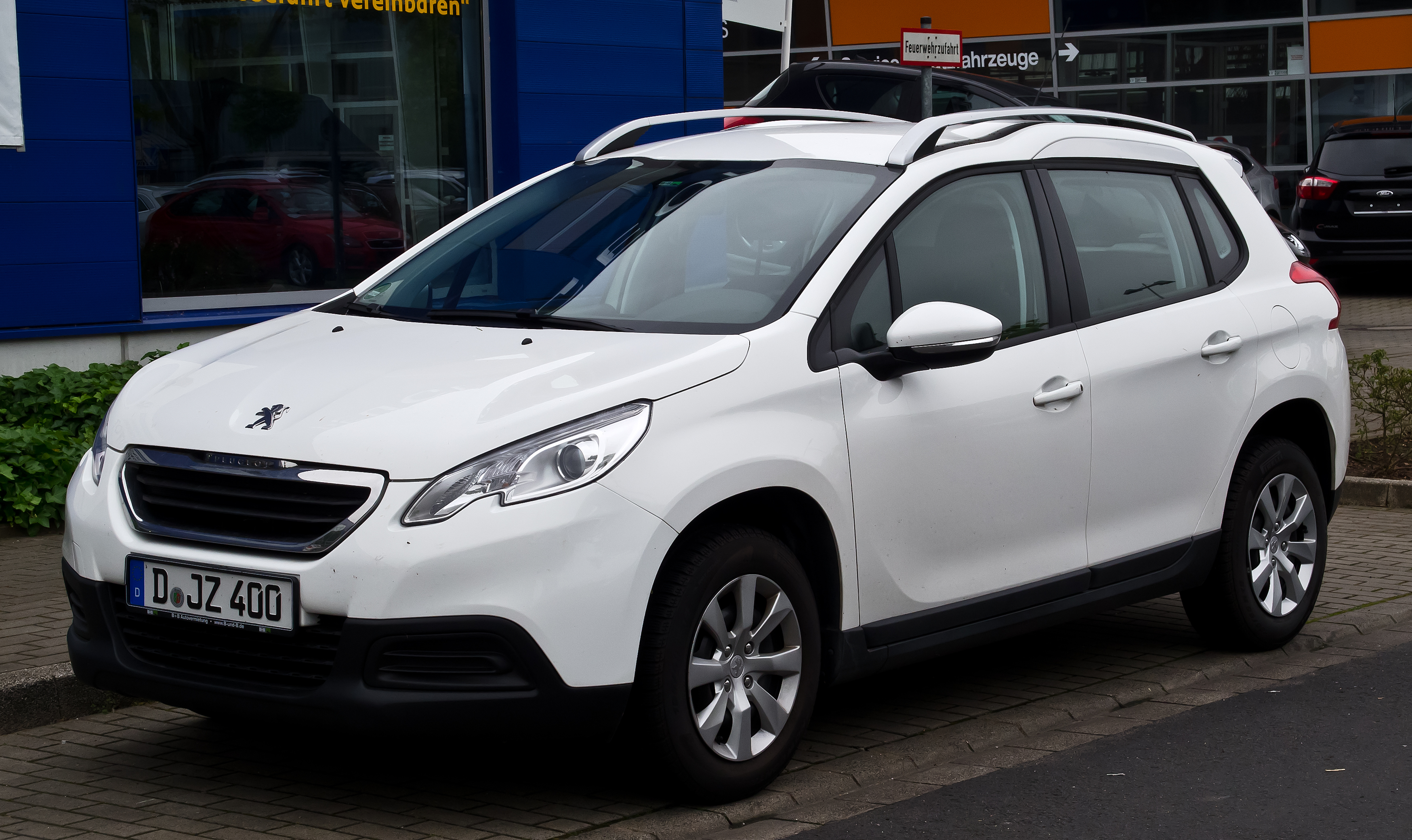
Peugeot 2008, Samochód Roku 2014 we Włoszech

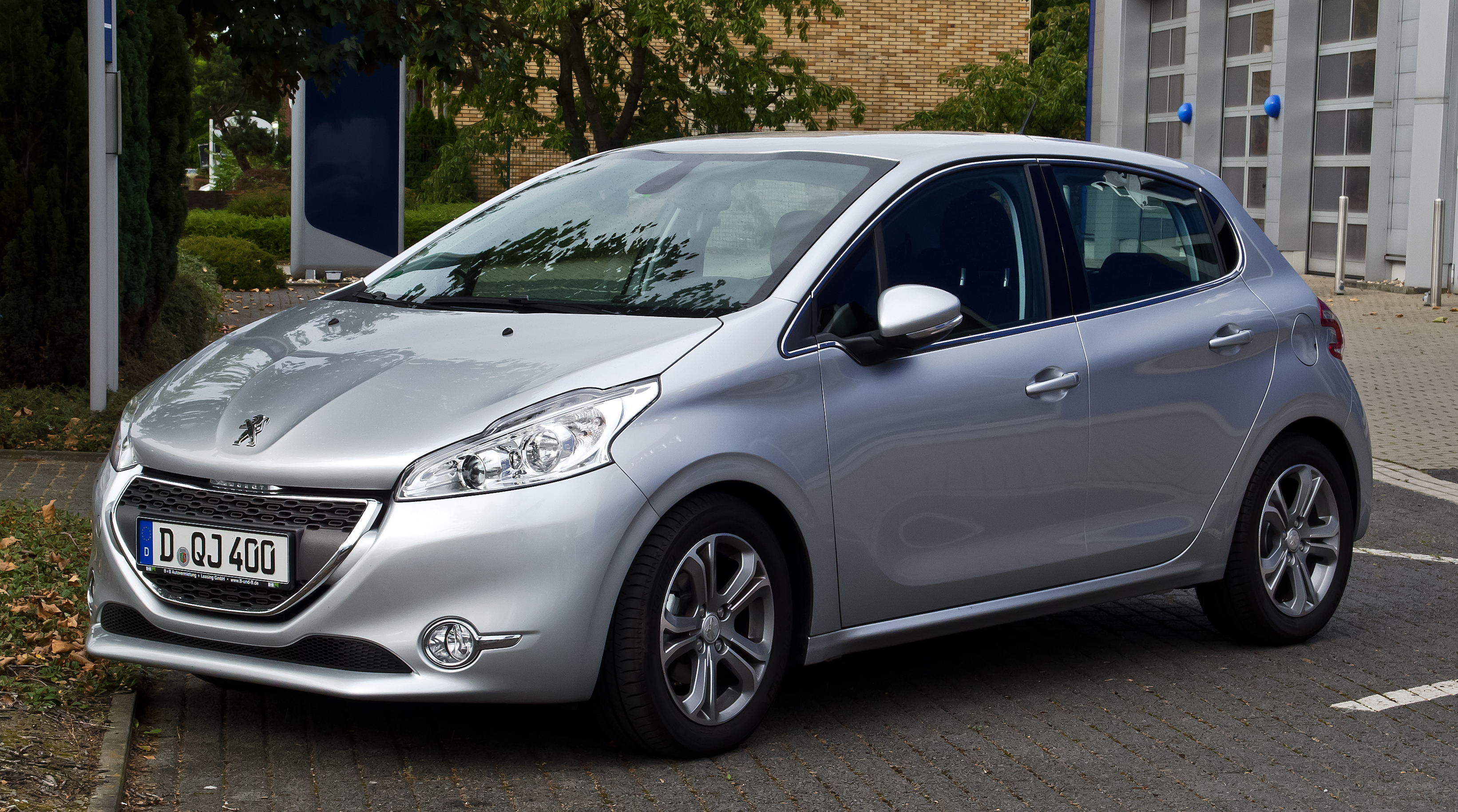
Peugeot 208, Samochód Roku 2013 we Włoszech i w Hiszpanii

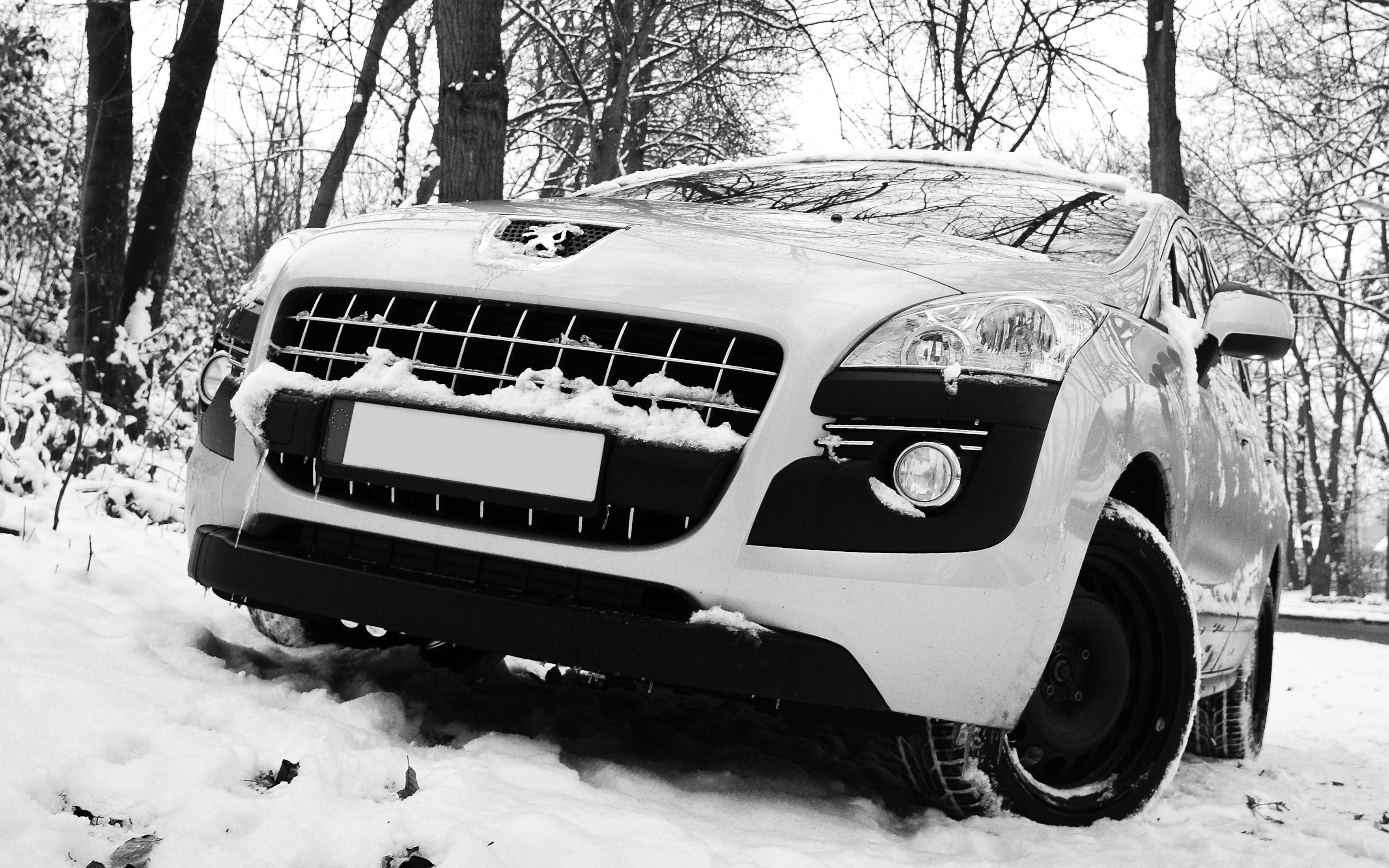
Peugeot 3008, Samochód Roku 2010 we Włoszech i w Irlandii

### Samochód Roku w Europie
- 1969 – Peugeot 504
- 1988 – Peugeot 405
- 2002 – Peugeot 307
- 2014 – Peugeot 308
- 2017 – Peugeot 3008
- 2020 – Peugeot 208

Pojazdy, które zajęły drugie lub trzecie miejsce w tym konkursie
- 1980 – Peugeot 505
- 1984 – Peugeot 205
- 1996 – Peugeot 406
- 1999 – Peugeot 206

### Samochód Roku w Hiszpanii
- 1981 – Talbot Horizon
- 1985 – Peugeot 205
- 1999 – Peugeot 206
- 2002 – Peugeot 307
- 2005 – Peugeot 407
- 2006 – Peugeot 1007
- 2007 – Peugeot 207
- 2012 – Peugeot 508
- 2013 – Peugeot 208
- 2014 – Peugeot 308

### Samochód Roku we Włoszech ‘Auto Europa’
- 2007 – Peugeot 207
- 2010 – Peugeot 3008
- 2013 – Peugeot 208
- 2014 – Peugeot 2008
- 2015 – Peugeot 308

### Samochód Roku w Irlandii
- 1997 – Peugeot 406
- 2010 – Peugeot 3008

## Modele
Uznawszy Serpollet-Peugeot za Type 1, Peugeot produkował różne modele w latach 1890–1931, począwszy od Type 2 do Type 190S. Późniejsze modele miały oznaczenia trzycyfrowe i czterocyfrowe, a w roku 2010 niektóre modele zostały nazywane już nie cyframi, ale literami i nazwami własnymi.

### Seria 100
| Zdjęcie | Model | Lata produkcji |
| ------- | ----- | -------------- |
|         | 104   | 1972–1988      |
|         | 106   | 1991–2003      |
|         | 107   | 2005–2014      |
|         | 108   | 2014–2022      |

### Seria 200
| Zdjęcie | Model   | Lata produkcji      |
| ------- | ------- | ------------------- |
|         | 201     | 1929–1937           |
|         | 202     | 1938–1942 1945–1948 |
|         | 203     | 1948–1960           |
|         | 204     | 1965–1976           |
|         | 205     | 1983–1998           |
|         | 206     | 1998–2009           |
|         | 206+    | 2009–2012           |
|         | 207     | 2006–2012           |
|         | 208 I   | 2012–2019           |
|         | 208 II  | 2019–2024           |
|         | 208 III | od 2024             |

### Seria 300
| Zdjęcie | Model   | Lata produkcji |
| ------- | ------- | -------------- |
|         | 301     | 1932–1936      |
|         | 302     | 1936–1938      |
|         | 304     | 1969–1980      |
|         | 305     | 1977–1989      |
|         | 309     | 1985–1993      |
|         | 306     | 1993–2002      |
|         | 307     | 2001–2008      |
|         | 308 I   | 2007–2013      |
|         | 301     | od 2012        |
|         | 308 II  | 2013–2021      |
|         | 308 III | od 2021        |

### Seria 400
| Zdjęcie | Model  | Lata produkcji |
| ------- | ------ | -------------- |
|         | 401    | 1934–1935      |
|         | 402    | 1935–1942      |
|         | 403    | 1955–1966      |
|         | 404    | 1960–1991      |
|         | 405    | 1987–1997      |
|         | 406    | 1995–2004      |
|         | 407    | 2004–2010      |
|         | 408 I  | od 2010        |
|         | 408 II | od 2014        |
|         | 408    | od 2022        |

### Seria 500
| Zdjęcie | Model  | Lata produkcji |
| ------- | ------ | -------------- |
|         | 504    | 1968–1983      |
|         | 505    | 1979–1992      |
|         | 508 I  | 2010–2018      |
|         | 508 II | od 2018        |

### Seria 600
| Zdjęcie | Model | Lata produkcji |
| ------- | ----- | -------------- |
|         | 601   | 1934–1935      |
|         | 604   | 1975–1985      |
|         | 605   | 1989–1999      |
|         | 607   | 1999–2010      |

### Seria 800
| Zdjęcie | Model | Lata produkcji |
| ------- | ----- | -------------- |
|         | 806   | 1994–2002      |
|         | 807   | 2002–2014      |

### Seria 900
| Zdjęcie | Model       | Lata produkcji |
| ------- | ----------- | -------------- |
|         | 905         | 1990–1992      |
|         | 908 HDi FAP | 2006–2010      |
|         | 908         | od 2011        |

### Seria 1000
| Zdjęcie | Model | Lata produkcji |
| ------- | ----- | -------------- |
|         | 1007  | 2004–2009      |

### Seria 2000
| Zdjęcie | Model   | Lata produkcji |
| ------- | ------- | -------------- |
|         | 2008 I  | 2013-2019      |
|         | 2008 II | od 2019        |

### Seria 3000
| Zdjęcie | Model    | Lata produkcji |
| ------- | -------- | -------------- |
|         | 3008 I   | 2009–2016      |
|         | 3008 II  | 2016–2023      |
|         | 3008 III | od 2023        |

### Seria 4000
| Zdjęcie | Model   | Lata produkcji |
| ------- | ------- | -------------- |
|         | 4007    | 2007–2012      |
|         | 4008 I  | 2012–2016      |
|         | 4008 II | od 2016        |

### Seria 5000
| Zdjęcie | Model    | Lata produkcji |
| ------- | -------- | -------------- |
|         | 5008 I   | 2009–2017      |
|         | 5008 II  | 2017–2024      |
|         | 5008 III | od 2024        |

### Seria nienumerowana
| Zdjęcie | Model        | Lata produkcji |
| ------- | ------------ | -------------- |
|         | iOn          | 2010–2012      |
|         | RCZ          | 2010–2015      |
|         | Bipper Tepee | 2007–2017      |
|         | Traveller    | od 2016        |
|         | Rifter       | od 2018        |

### Samochody dostawcze
| Zdjęcie | Model       | Lata produkcji |
| ------- | ----------- | -------------- |
|         | J7          | 1965–1980      |
|         | J9          | 1981–1991      |
|         | J5          | 1981–1993      |
|         | Bipper      | 2007–2017      |
|         | Partner I   | 1996–2012      |
|         | Partner II  | 2008–2018      |
|         | Partner III | od 2018        |
|         | Expert I    | 1995–2004      |
|         | Expert II   | 2007–2016      |
|         | Expert III  | od 2016        |
|         | Boxer I     | 1994–2006      |
|         | Boxer II    | od 2006        |

### Inne
- Darl’Mat Sport
- P4
- Quadrilette(inne języki)
- Type 1(inne języki)
- Type 2(inne języki)
- Type 3(inne języki)
- Type 4(inne języki)
- Type 5(inne języki)
- Type 6(inne języki)
- Type 7(inne języki)
- Type 8(inne języki)
- Type 9(inne języki)
- Type 10(inne języki)
- Type 14
- Type 15
- Type 16
- Type 21
- Type 24
- Type 25
- Type 26
- Type 27
- Type 28
- Type 30
- Type 31
- Type 33
- Type 36
- Type 37
- Type 48
- Type 54
- Type 56
- Type 57
- Type 58
- Type 63
- Type 66
- Type 68
- Type 81
- Type 95
- Type 99
- Type 105
- Type 108
- Type 118
- Type 125
- Type 126
- Type 135
- Type 138
- Type 145
- Type 146
- Type 153
- Type 156
- Type 159
- Type 163
- Type 173
- Type 174
- Type 175
- Type 176
- Type 177
- Type 181
- Type 183
- Type 184
- Type 190
- Type 1525

### Motocykle
- 500 M(inne języki)
- Buxy(inne języki)
- Elyseo
- Elystar
- JetForce
- Looxor
- Ludix
- Metal-x
- Partner
- Rapido(inne języki)
- Satelis Compressor
- Scootelec
- Speedake(inne języki)
- Speedfight
- Squab
- Sv250
- Trekker
- V-Clic(inne języki)
- Vivacity(inne języki)
- XR6
- XR7(inne języki)
- Zenith

### Modele koncepcyjne
- Peugeot 20Cup
- Peugeot 207 RCup
- Peugeot 2008
- Peugeot 308 RC Z Coupé
- Peugeot 3008 HYbrid4
- Peugeot 407 Silhouette
- Peugeot 4002
- Peugeot 4008
- Peugeot 5 by Peugeot
- Peugeot 607 Feline
- Peugeot 607 Paladine
- Peugeot 907
- Peugeot 908
- Peugeot 908 RC
- Peugeot Asphalte
- Peugeot BB1
- Peugeot City Toys
- Peugeot Delta
- Peugeot e-doll
- Peugeot EX1 Concept
- Peugeot Flux
- Peugeot H2O
- Peugeot Hoggar
- Peugeot HR1
- Peugeot HX1
- Peugeot HYbrid3 Evolution
- Peugeot iOn
- Peugeot Moonster
- Peugeot Moovie
- Peugeot Nautilus
- Peugeot Onyx
- Peugeot Proxima
- Peugeot Quark
- Peugeot RC
- Peugeot RC HYMotion4
- Peugeot RCZ Asphalt
- Peugeot RD
- Peugeot Sesame
- Peugeot SR1
- Peugeot SxC
- Peugeot Touareg
- Peugeot Touch
- Peugeot Urban Crossover
- Peugeot Velv

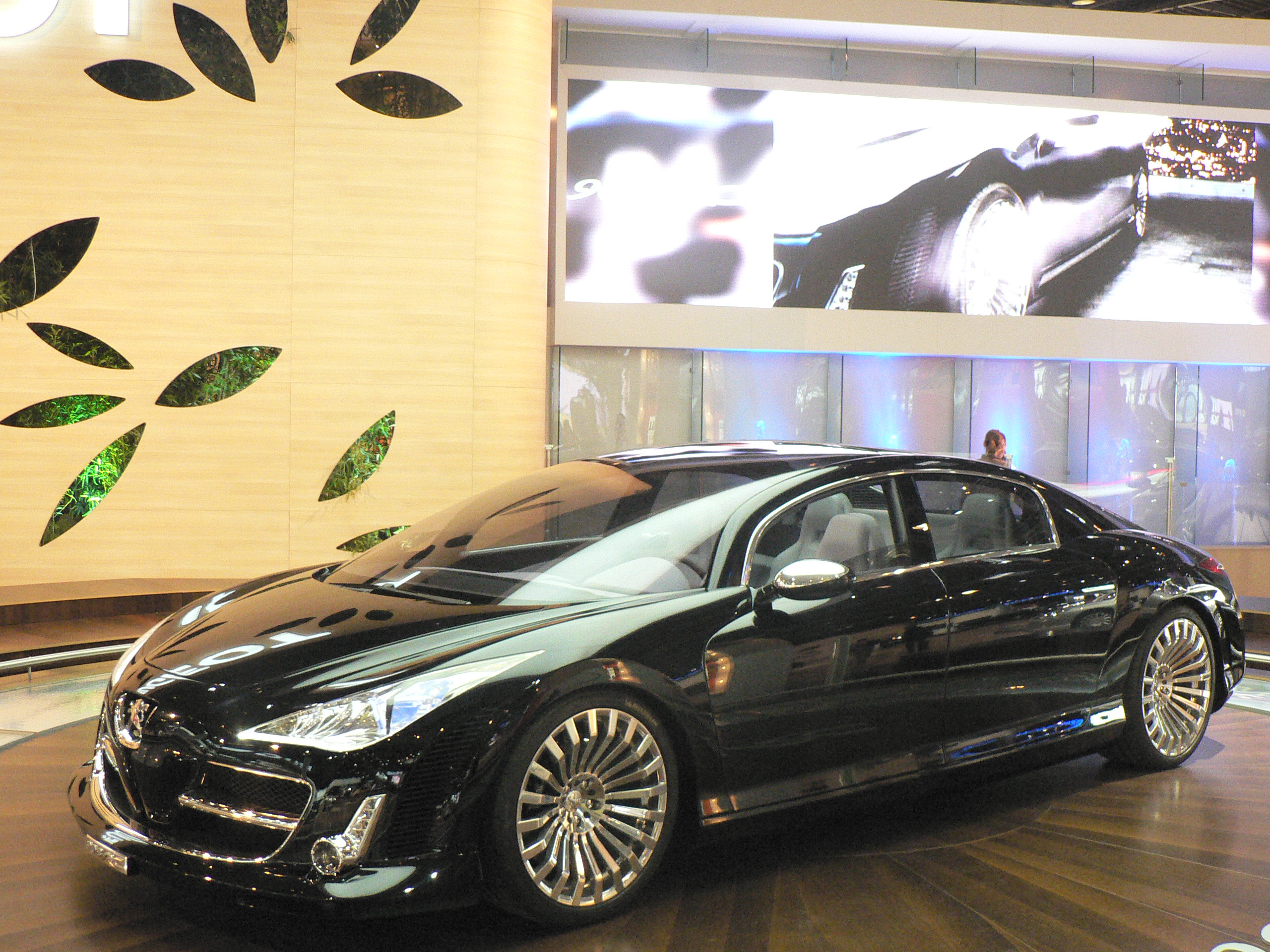
Peugeot 908 RC(inne języki), 2006
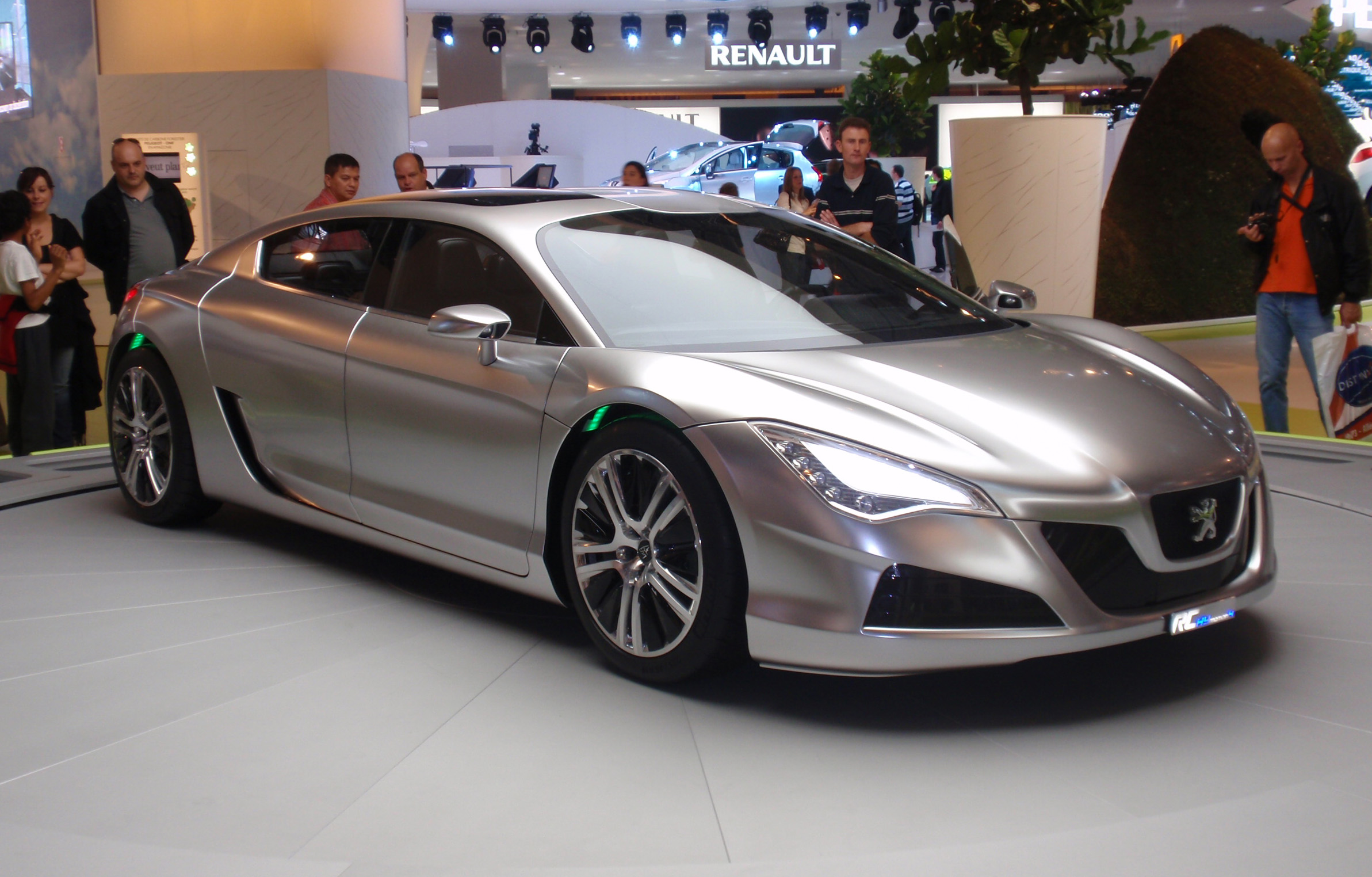
Peugeot RC HYMotion4, 2008
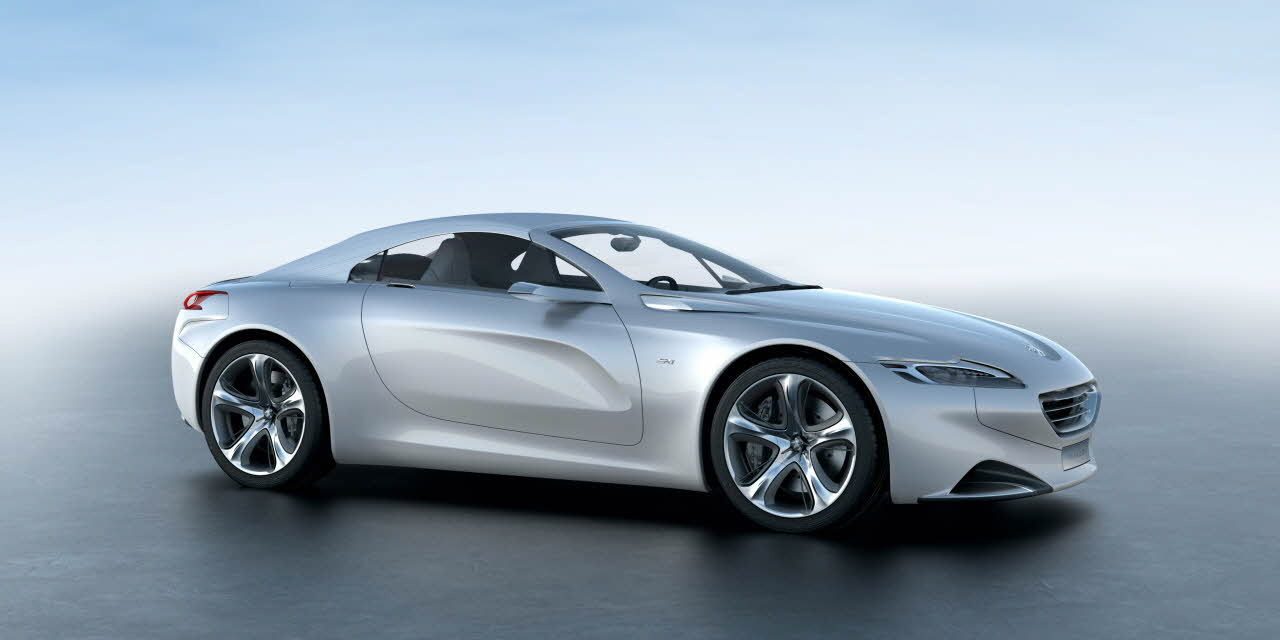
Peugeot SR1(inne języki), 2010
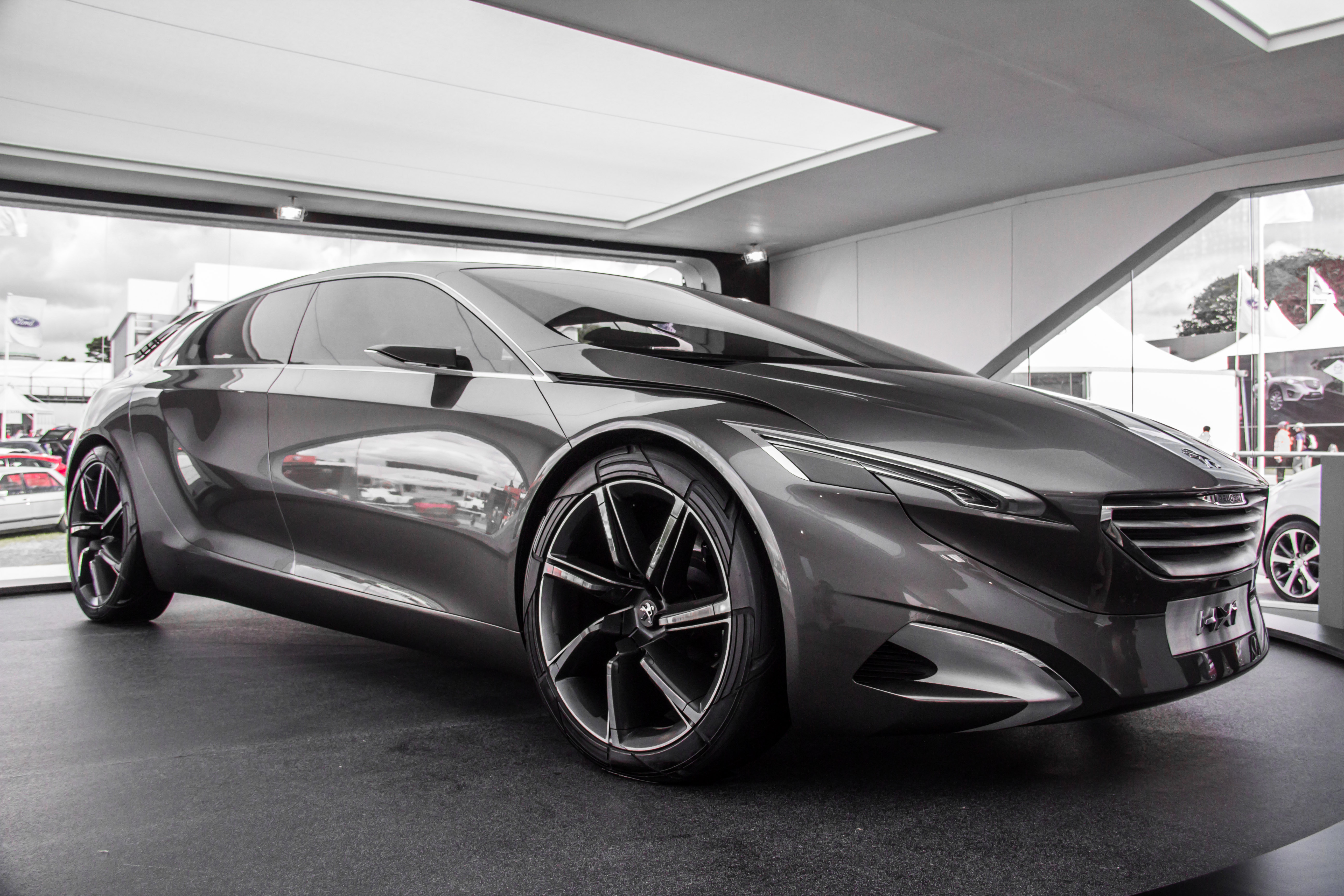
Peugeot HX1(inne języki), 2011
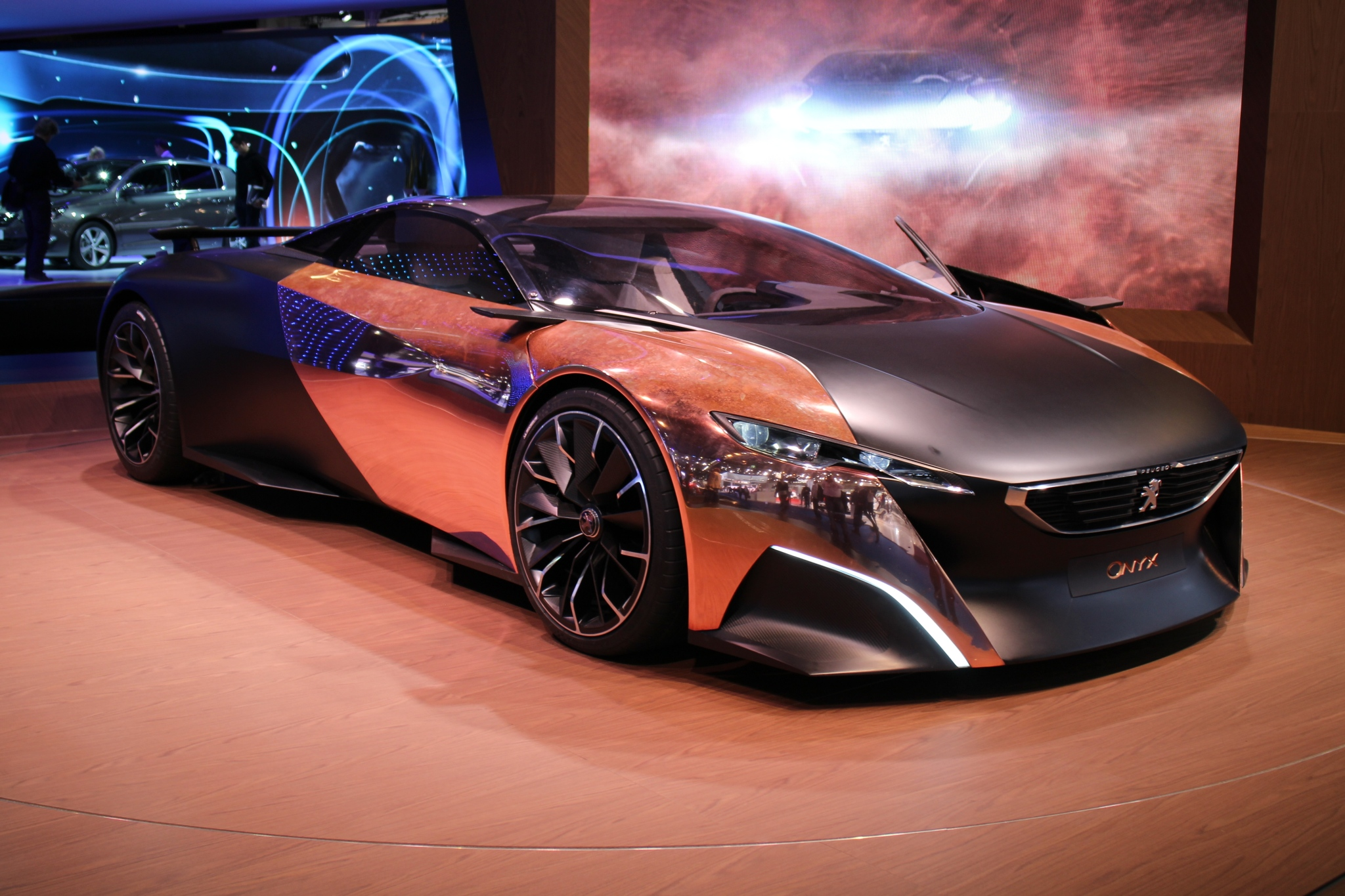
Peugeot Onyx(inne języki), 2012